# Promozione Umbria 1976-1977
Nella stagione 1976-1977 la Promozione era il quinto livello del calcio italiano ed il primo a livello regionale.
Il campionato era strutturato in vari gironi all'italiana su base regionale, gestiti dai Comitati Regionali di competenza. Promozioni alla categoria superiore e retrocessioni in quella inferiore non erano sempre omogenee; erano quantificate all'inizio del campionato dal Comitato Regionale secondo le direttive stabilite dalla Lega Nazionale Dilettanti, ma flessibili, in relazione al numero delle società retrocesse dalla Serie D.
Qui vi sono le statistiche relative al campionato in Umbria.

## Squadre partecipanti
| Squadra           | Città (provincia)             | Stagione 1975-1976                         |
| ----------------- | ----------------------------- | ------------------------------------------ |
| Amerina           | Amelia (TR)                   | 1° in Seconda Categoria Umbria/C, promossa |
| Assisi            | Assisi (PG)                   | 3° in Prima Categoria Umbria               |
| Castiglionese     | Castiglione del Lago (PG)     | 1° in Seconda Categoria Umbria/A, promossa |
| Città di Castello | Città di Castello (PG)        | 2° in Prima Categoria Umbria               |
| Cortona Camucia   | Cortona (AR)                  | 13° in Prima Categoria Umbria              |
| Elettrocarbonium  | Narni Scalo (TR)              | 4° in Prima Categoria Umbria               |
| Foligno           | Foligno (PG)                  | 16° in Serie D/F, retrocesso               |
| Grifo Cannara     | Cannara (PG)                  | 8° in Prima Categoria Umbria               |
| Gualdo            | Gualdo Tadino (PG)            | 7° in Prima Categoria Umbria               |
| Gubbio            | Gubbio (PG)                   | 11° in Prima Categoria Umbria              |
| Julia Spello      | Spello (PG)                   | 1° in Seconda Categoria Umbria/B, promossa |
| Lama              | Lama di San Giustino (PG)     | 11° in Prima Categoria Umbria              |
| Narnese           | Narni (TR)                    | 4° in Prima Categoria Umbria               |
| Orte Filesi       | Orte (VT)                     | 17° in Serie D/F, retrocesso               |
| Pontevecchio      | Ponte San Giovanni di Perugia | 13° in Prima Categoria Umbria              |
| Tavernelle        | Tavernelle di Panicale (PG)   | 8° in Prima Categoria Umbria               |
| Tiberis           | Umbertide (PG)                | 10° in Prima Categoria Umbria              |
| Todi              | Todi (PG)                     | 4° in Prima Categoria Umbria               |

## Classifica finale
|  | Pos. | Squadra           | Pt  | G   | V   | N   | P   | GF  | GS  | DR  |
|  | ---- | ----------------- | --- | --- | --- | --- | --- | --- | --- | --- |
|  | 1.   | Città di Castello | 52  | 34  | 21  | 10  | 3   | 63  | 14  | +49 |
|  | 2.   | Todi              | 46  | 34  | 17  | 12  | 5   | 43  | 20  | +23 |
|  | 3.   | Assisi            | 44  | 34  | 17  | 10  | 7   | 49  | 18  | +31 |
|  | 4.   | Orte Filesi       | 42  | 34  | 13  | 16  | 5   | 45  | 24  | +21 |
|  | 5.   | Narnese           | 40  | 34  | 13  | 14  | 7   | 51  | 33  | +18 |
|  | 5.   | Gubbio            | 40  | 34  | 13  | 14  | 7   | 34  | 26  | +8  |
|  | 7.   | Elettrocarbonium  | 35  | 34  | 12  | 11  | 11  | 42  | 38  | +4  |
|  | 7.   | Foligno           | 35  | 34  | 11  | 13  | 10  | 40  | 37  | +5  |
|  | 7.   | Tavernelle        | 35  | 34  | 12  | 11  | 11  | 31  | 27  | +4  |
|  | 10.  | Julia Spello      | 34  | 34  | 11  | 12  | 11  | 49  | 46  | +3  |
|  | 10.  | Tiberis           | 34  | 34  | 11  | 12  | 11  | 37  | 37  | 0   |
|  | 12.  | Gualdo            | 33  | 34  | 11  | 11  | 12  | 42  | 48  | -6  |
|  | 13.  | Cortona Camucia   | 31  | 34  | 10  | 11  | 13  | 41  | 48  | -7  |
|  | 14.  | Grifo Cannara     | 29  | 34  | 9   | 11  | 14  | 40  | 42  | -2  |
|  | 15.  | Lama              | 24  | 34  | 3   | 18  | 13  | 26  | 50  | -24 |
|  | 16.  | Pontevecchio      | 22  | 34  | 6   | 10  | 18  | 25  | 50  | -25 |
|  | 17.  | Amerina           | 19  | 34  | 5   | 9   | 20  | 30  | 76  | -46 |
|  | 18.  | Castiglionese     | 17  | 34  | 3   | 11  | 20  | 23  | 77  | -54 |
|  |      |                   | 612 | 612 | 198 | 216 | 198 | 711 | 711 | 0   |

Legenda:

      Promossa in Serie D 1977-1978.
      Retrocessa in Prima Categoria Umbria 1977-1978.
Note:

Due punti a vittoria, uno a pareggio, zero a sconfitta.
Il Cortona Camucia si trasferisce in Promozione Toscana nella stagione successiva.